# 宮本勝彬
宮本 勝彬（みやもと かつあき、1943年12月13日 - ）は、日本の政治家、教諭。元熊本県水俣市長（2期）。

## 来歴
熊本県熊本市出身。東洋大学文学部卒業。1967年（昭和42年）、中学校教諭として水俣市に赴任。小中学校の教諭、小中学校長を経て、2001年（平成13年）4月、市教育委員会教育長に就任した。
2003年（平成15年）、東亜道路工業の子会社のIWD東亜熊本が、市内山間部（同市長崎、同市湯出）に産業廃棄物処理施設建設を計画。同年5月11日に地元説明会を開催すると、これを契機として2004年（平成16年）6月、産廃反対の市民団体「水俣の命と水を守る市民の会」（以下、水の会）が発足。水の会は約2万人分の署名を集めて，反対運動を展開した。
水俣市長の江口隆一は許認可権が県知事にあることを理由に中立の立場を表明していた。2005年（平成17年）11月、新たな市民団体「水俣に産廃はいらない！市民連合」が結成され、同団体は翌年2月の市長選挙に向け、宮本を擁立。同年11月22日、宮本は市長選へ立候補する意向を表明した。
2006年（平成18年）1月24日、水俣青年会議所の会員らでつくる実行委員会が公開討論会を開き、江口と宮本が参加。「中立」と明言してきた江口は席上、「反対」を表明した。宮本は「先頭に立って産廃処理施設建設に反対し、専門家の協力を得ながら防止策を講じる」ことを公約に掲げた。同年2月5日に行われた市長選挙で、自民党・公明党の推薦と、チッソ、同社の労組、農協，建設業団体等の支援を受けた江口を大差で破り、初当選した（宮本：11,181票、江口：7,692票）。2月22日、市長就任。
2008年（平成20年）6月23日、東亜道路工業は処理施設事業の中止を公表した。
2010年（平成22年）2月7日に行われた市長選に立候補。自民党の推薦を受け、経済振興を前面に出した元広告制作会社役員の山内康功を破り、再選。
同年3月、宮本は鳩山由紀夫首相と会談し、水俣病犠牲者慰霊式への出席を要請。3月29日、政府は、損害賠償を求めて熊本地裁に提訴していた水俣病未認定患者らでつくる「水俣病不知火患者会」と、一時金支払いなどの和解案の受け入れで合意。鳩山首相は、中国政府から、4月30日の上海万博開幕式への出席を求められていたが、5月1日の水俣病犠牲者慰霊式を優先させ、これに出席。歴代首相の中で水俣病問題で同市を訪れ、被害者に直接謝罪したのは初めてのこととなった。
同年、宮本は「環境モデル都市」を前面に掲げた「第5次水俣市総合計画」を策定した。
2013年（平成25年）11月、翌年の市長選不出馬を表明。